# تانر (کلرادو)
تانر (به انگلیسی: Towner) یک منطقهٔ مسکونی در ایالات متحده آمریکا است که در شهرستان کیووا، کلرادو واقع شده‌است. تانر ۱٬۱۹۷ متر بالاتر از سطح دریا واقع شده‌است.